# Gynandromyia mesnili
Gynandromyia mesnili là một loài ruồi trong họ Tachinidae.